# 朱雁冰
朱雁冰（1933年12月—2020年3月2日），山东茌平人，中国翻译家，四川外语学院教授。

## 生平
1933年12月生于山东茌平，1960年毕业于南京大学外语系，主攻德语语言文学，师从张威廉和陈铨教授。毕业后在四川外语学院任教，曾任德语系主任，高等学校外语专业教材编审委员会委员（1986年－1992年），高等学校外语专业教学指导委员会委员德语组委员（1992年－1996年）。1997年退休，从事翻译工作。2020年3月2日17时逝世。
主要译著（包括合译）有歌德的《亲和力》，莱辛的《论人类的教育》《恩斯特与法尔克：关于共济会员的谈话》，西美尔的《叔本华与尼采》，拉纳的《圣言的倾听者》，巴特的《教会教义学》《论莫扎特》，哈纳克的《论马克安》，朋霍费尔的《第一亚当与第二亚当》，莱布尼茨的《神义论》，特洛尔奇的《基督教理论与现代》等。